# Antonio Pereira y Ruiz (Politiker)
Antonio Pereira y Ruiz (* 1729 in Logroño, Spanien; † um 1821 im Gebiet Tungurahua in Ecuador) war ein öffentlicher Beamter des Gobierno Real español in Amerika während des Königreichs von Fernando VI de Borbón. Er war unter anderem Sekretär des Virreinato de la Nueva Granada (1749–1752) sowie Corregidor einiger Ortschaften des Virreinato del Perú.